# Elemotho
Elemotho Gaalelekwee Richardo Mosimane connue sous le nom de Elemotho, est un compositeur et chanteur namibien.

## Biographie

### Enfance et formation
Elemotho Gaalelekwee Richardo Mosimane est né à Gobabis en Namibie.
Après ses études de philosophie et de psychologie, il décide de se consacrer à la musique.

### Parcours musical
Il a commencé sa carrière au début du XXIe siècle. Il a été reconnu dans des pays comme la France, l'Allemagne et l'Autriche. Sa prestation dans Womad en 2014, accompagné de son groupe devant la présence de milliers de spectateurs a été un moment important de sa carrière.
En 2016, deux de ses chansons Neo et La Vida, sont sélectionnées par Netflix pour la série Grace & Frankie dans sa deuxième saison.
En Espagne, il s'est produit dans des festivals tels que les Territorios de Séville, Verano de la Villa de Madrid.
Il écrit et compose ses propres chansons, en utilisant différentes langues, telles que l'anglais, le tswana sa langue maternelle ou encore le nama ; Ses paroles ont un contenu social important et reflètent l'attitude d'engagement envers sa nation, bien que son discours musical soit de nature mondiale. Son style musical peut s'inscrire dans ce qu'on appelle la « world music », parfois plus proche du folk, et aussi avec de légères influences jazz ; et toujours basé sur des rythmes de percussions africaines.

## Discographie
- 2003: The system is À joke
- 2008: Human
- 2012: Ke Nako It’S Time
- 2014: My Africa[5]
- 2017: Beautiful World

## Distinction
- 2012 : Prix Découvertes RFI[6]